# Lista de eleições municipais em Fundão (Espírito Santo)
Esta é uma lista de eleições municipais em Fundão, município brasileiro no estado do Espírito Santo.

## 2024

### Resultado
| Pos. | Candidato              | Partido | Coligação                                       | Votos | Percentual |
| ---- | ---------------------- | ------- | ----------------------------------------------- | ----- | ---------- |
| 1º   | Eleazar Ferreira Lopes | PODE    | REPUBLICANOS / DC / SOLIDARIEDADE / PODE / AGIR | 6.203 | 53,31%     |
| 2º   | Anderson Pedroni Gorza | PSD     | MDB / PSB / PSD / CIDADANIA / PSDB              | 4.520 | 38,84%     |
| 3º   | Aélcio Peixoto         | PL      | PL                                              | 913   | 7,85%      |

### Pesquisas eleitorais
| Período da pesquisa | Contratante/Instituto Número de registro          | Total de entrevistados | Margem de erro (pontos percentuais) | Aélcio Peixoto (PL) | Anderson Pedroni (PSD) | Edinho do PT (PT) | Eleazar Lopes (Podemos) | Gil (PSB) | Suzana Guimarães | Brancos, nulos ou indecisos |
| ------------------- | ------------------------------------------------- | ---------------------- | ----------------------------------- | ------------------- | ---------------------- | ----------------- | ----------------------- | --------- | ---------------- | --------------------------- |
| 02–03/10/2024       | Correio do Estado/Brand Consultoria ES-00210/2024 | 400                    | 4,8                                 | 7,3%                | 32,8%                  | –                 | 47,0%                   | –         | –                | 13,0%                       |
| 23–25/09/2024       | E G Saloto-ME ES-09115/2024                       | 348                    | 5,2                                 | 5,46%               | 36,78%                 | –                 | 45,40%                  | –         | –                | 12,36%                      |
| 15/07/2024          | E G Saloto-ME ES-00936/2024                       | 400                    | 4,6                                 | 9,5%                | 31,0%                  | 1,5%              | 42,0%                   | –         | –                | 16,0%                       |
| 17–18/04/2024       | E G Saloto-ME ES-01231/2024                       | 405                    | 4,9                                 | 6,91%               | 23,21%                 | –                 | 55,31%                  | –         | –                | 14,57%                      |
| 17–18/04/2024       | E G Saloto-ME ES-01231/2024                       | 405                    | 4,9                                 | 26,91%              | 44,94%                 | –                 | –                       | –         | –                | 28,15%                      |
| 17–18/04/2024       | E G Saloto-ME ES-01231/2024                       | 405                    | 4,9                                 | 18,77%              | –                      | –                 | 63,21%                  | –         | –                | 18,02%                      |
| 17–18/04/2024       | E G Saloto-ME ES-01231/2024                       | 405                    | 4,9                                 | –                   | 25,43%                 | –                 | 61,48%                  | –         | –                | 13,08%                      |
| 18/03/2024          | E G Saloto-ME ES-00196/2024                       | 405                    | 4,9                                 | –                   | –                      | –                 | 51,60%                  | 27,65%    | 2,96%            | 17,78%                      |

## 2020

### Resultado
| Pos. | Candidato                       | Partido | Coligação                   | Votos | Percentual |
| ---- | ------------------------------- | ------- | --------------------------- | ----- | ---------- |
| 1º   | Gilmar de Souza Borges (Gil)    | PSB     | PSB/Cidadania/Republicanos  | 5.192 | 50,09%     |
| 2º   | Eleazar Ferreira Lopes          | PODE    | PODE/Patriota/Solidariedade | 4.918 | 47,45%     |
| 3º   | Carlos Magno Barbosa Fracalossi | PSDB    | PSDB                        | 255   | 2,46%      |

### Pesquisas eleitorais
| Período da pesquisa | Contratante/Instituto Número de registro | Total de entrevistados | Margem de erro (pontos percentuais) | Carlos Magno (PSDB) | Eleazar Lopes (Podemos) | Gil (PSB) | Brancos, nulos ou indecisos |
| ------------------- | ---------------------------------------- | ---------------------- | ----------------------------------- | ------------------- | ----------------------- | --------- | --------------------------- |
| 22–23/10/2020       | Futura ES-09262/2020                     | 400                    | 4,9                                 | 1,3%                | 38,0%                   | 45,8%     | 15,1%                       |

## 2017
| Pos. | Candidato                 | Partido | Coligação                           | Votos | Percentual |
| ---- | ------------------------- | ------- | ----------------------------------- | ----- | ---------- |
| 1º   | Joilson Nunes (Pretinho)  | PDT     | PDT/PSD/PEN/PRP/PTC/SD/PODE/PT do B | 5.425 | 51,85%     |
| 2º   | João Manoel Miranda Nunes | DEM     | DEM/PMN/PRB/PSDB/PSB/PMDB/REDE/PV   | 5.038 | 48,15%     |

## 2016

### Resultado
| Pos. | Candidato              | Partido | Coligação                                        | Votos | Percentual (sub judice) |
| ---- | ---------------------- | ------- | ------------------------------------------------ | ----- | ----------------------- |
| 1º   | Anderson Pedroni Gorza | PSD     | PSD/PDT/PCdoB/PV/PEN/PT do B/PTN/PROS/SD/PTC/PRP | 8.564 | — (78,09%)              |
| 2º   | Adriano Ramos          | PMN     | PMN/PP/PMDB/REDE/PSC/PSB/PSDB                    | 1.866 | 77,69% (17,02%)         |
| 3º   | Rita Pimentel          | PRB     | PRB                                              | 536   | 22,31% (4,89%)          |

### Pesquisas eleitorais
| Período da pesquisa | Contratante/Instituto Número de registro | Total de entrevistados | Margem de erro (pontos percentuais) | Adriano Ramos (PMN) | Anderson Pedroni (PSD) | Rita Pimentel (PRB) | Brancos, nulos ou indecisos |
| ------------------- | ---------------------------------------- | ---------------------- | ----------------------------------- | ------------------- | ---------------------- | ------------------- | --------------------------- |
| 02–03/09/2016       | Brand/ES HOJE ES-08794/2016              | 400                    | 4,9                                 | 9%                  | 58%                    | 1%                  | 31,3%                       |

## 2012
| Pos. | Candidato                   | Partido | Coligação                          | Votos | Percentual |
| ---- | --------------------------- | ------- | ---------------------------------- | ----- | ---------- |
| 1º   | Maria Dulce Rudio Soares    | PMDB    | PMDB/PR/PRB/PHS                    | 3.959 | 37,43%     |
| 2º   | Anderson Pedroni Gorza      | PCdoB   | PCdoB/PT                           | 3.199 | 30,25%     |
| 3º   | João Manoel Miranda Nunes   | DEM     | DEM/PV/PP/PSDB/PMN/PSC/PT do B/PTB | 2.561 | 24,22%     |
| 4º   | Claydson Pimentel Rodrigues | PSB     | PSB/PDT/PSD                        | 857   | 8,10%      |

## 2008
| Pos. | Candidato                | Partido | Coligação                     | Votos | Percentual |
| ---- | ------------------------ | ------- | ----------------------------- | ----- | ---------- |
| 1º   | Marcos Fernando Moraes   | PDT     | PDT/PC do B/PR/PT do B/PV/PSC | 5.974 | 54,73%     |
| 2º   | Maria Dulce Rudio Soares | PMDB    | PMDB/PRB/PP/PHS/PMN/PSB/DEM   | 4.793 | 43,91%     |
| 3º   | Edson Onofre             | PT      | PT                            | 148   | 1,36%      |

## 2004
| Pos. | Candidato                | Partido | Coligação                  | Votos | Percentual |
| ---- | ------------------------ | ------- | -------------------------- | ----- | ---------- |
| 1º   | Maria Dulce Rudio Soares | PP      | PP/PT/PFL/PMN/PSB/PSDB     | 5.150 | 56,925%    |
| 2º   | Gilton Luís Ferreira     | PPS     | PTB/PSC/PPS/PTC/PV/PC do B | 3.897 | 43,075%    |

## 2000
| Pos. | Candidato                 | Partido | Coligação           | Votos | Percentual |
| ---- | ------------------------- | ------- | ------------------- | ----- | ---------- |
| 1º   | Gilmar de Souza Borges    | PMDB    | PMDB/PFL            | 4.043 | 51,87%     |
| 2º   | Sebastião Carreta         | PTB     | PTB/PPB/PPS/PC do B | 3.689 | 47,33%     |
| 3º   | Rogério Soares dos Santos | PSDB    | PSDB/PSB            | 62    | 0,780%     |

## 1996
| Pos. | Candidato                 | Partido | Coligação | Votos | Percentual |
| ---- | ------------------------- | ------- | --------- | ----- | ---------- |
| 1º   | Gilmar de Souza Borges    | PT      | PT        | 4.416 | 51,90%     |
| 2º   | João Manoel Miranda Nunes | PSDB    | PSDB      | 4.042 | 47,50%     |
| 3º   | José de Holanda Bezerra   | PPS     | PPS       | 51    | 0,60%      |

## 1992
| Pos. | Candidato                 | Partido | Coligação                | Votos | Percentual |
| ---- | ------------------------- | ------- | ------------------------ | ----- | ---------- |
| 1º   | Sebastião Carreta         | PDT     | PDT/PMDB/PPS/PSB/PC do B | 3.874 | 55,16%     |
| 2º   | João Manoel Miranda Nunes | PSDB    | PSDB/PDC/PFL             | 3.149 | 44,84%     |

## 1988
| Pos. | Candidato              | Partido | Coligação        | Votos | Percentual |
| ---- | ---------------------- | ------- | ---------------- | ----- | ---------- |
| 1º   | Gilmar de Souza Borges | PMDB    | PMDB/PC do B/PDC | 2.708 | 49,81%     |
| 2º   | Clério Zuccolotto      | PFL     | PFL/PDS          | 2.511 | 46,18%     |
| 3º   | Gilton Luís Ferreira   | PT      | PT               | 218   | 4,01%      |

## 1982
| Pos. | Candidato         | Partido | Votos        | Percentual   |
| ---- | ----------------- | ------- | ------------ | ------------ |
| 1º   | Sebastião Carreta | PMDB    | 3.025        | desconhecido |
| 2º   | desconhecido      | PDS     | desconhecido | desconhecido |

## 1976
| Pos. | Candidato         | Partido | Votos | Percentual |
| ---- | ----------------- | ------- | ----- | ---------- |
| 1º   | Clério Zuccolotto | Arena   | 1.973 | 50,65%     |
| 2º   | desconhecido      | MDB     | 1.922 | 49,35%     |

## 1972
| Pos. | Candidato         | Partido | Votos | Percentual |
| ---- | ----------------- | ------- | ----- | ---------- |
| 1º   | Sebastião Carreta | MDB     | 1.467 | 53,00%     |
| 2º   | desconhecido      | Arena   | 1.301 | 47,00%     |

## 1970
| Pos. | Candidato                | Partido      | Votos        | Percentual   |
| ---- | ------------------------ | ------------ | ------------ | ------------ |
| 1º   | Jehovah Miranda Ferreira | desconhecido | 1.525        | desconhecido |
| 2º   | desconhecido             | desconhecido | desconhecido | desconhecido |

## 1966
| Pos. | Candidato              | Partido | Votos | Percentual |
| ---- | ---------------------- | ------- | ----- | ---------- |
| 1º   | Alcyr de Miranda Costa | Arena   | 1.614 | 65,29%     |
| 2º   | Henrique Broseghini    | MDB     | 858   | 34,71%     |